# ジュニア・ユーロビジョン・ソング・コンテスト2017
ジュニア・ユーロビジョン・ソング・コンテスト 2017こと第15回ジュニア・ユーロビジョン・ソング・コンテストは、ジョージア公共放送（GPB）と欧州放送連合（EBU）により制作された。2017年11月26日にジョージアの首都・トビリシにあるOlympic Palaceで開催された。前回大会の優勝国で開催されるのは、今大会で5回目となる。2017年5月には、ビジュアル・デザインとスローガン"Shine Bright"が発表された。
今大会に参加した16ヶ国の中には2007年以来の再出場となるポルトガルが含まれるが、前回大会に出場していたブルガリアとイスラエルは出場を辞退した。審査員および視聴者による投票の結果、ロシアが優勝した。

## 開催地
欧州放送連合は、2017年2月にジョージアを開催国とすることを発表した。ジョージアはジュニア・ユーロビジョン・ソング・コンテストにおいて3度の優勝経験があるが、開催国となるのは初めてのことである。2017年2月26日にトビリシが開催地となることが発表された 。2017年3月16日には、Tbilisi Sports Palaceが会場になることが発表された。しかしながら、2017年8月9日に、より適切な会場としてOlympic Palace（収容人数4,000人）に変更された。

## 形式
2016年のジュニア・ユーロビジョン・ソング・コンテストの優勝者会見において、総監督であるユン・ウラ・サンが2017年11月26日に開催される大会の開催国を欧州放送連合の加盟国の中から募集することを発表した。 ジョージア公共放送は、開催についての話を欧州放送連合と始めていることを2016年11月22日に発表した。前回大会の優勝国が開催権を優先的に持つ仕組みは、欧州放送連合により2013年大会から導入されたものである。

### デザイン
2017年5月12日、キエフで開催されたユーロビジョン・ソング・コンテストでの記者会見において、今大会のスローガンShine Brightが発表された。エンブレムはカラフルな太陽を模したもので、表現の「爆発」を表したものである。ユン・ウラ・サンはジュニア・ユーロビジョン・ソング・コンテストの目的が若者に「輝く瞬間と若いアーティストとしてのすべての可能性を表現する機会」を与えるものである、ということを表現したものだと説明した。

### 司会者
2017年10月3日に、ヘレン・カランダゼとリジ・ジャパリゼが司会者となることが発表された。ジャパリゼは2006年大会のIoana Ivan、2009年大会のDmytro Borodinに続き、3人目の16歳未満の司会者であり、また、過去の出場者としては初めての司会者である。また、ジャパリゼは2014年のジュニア・ユーロビジョン・ソング・コンテストにリジ・ポップ名義で出場した。

### 投票方式
今大会の結果は、視聴者によるオンライン投票と、審査員による投票により決定されることとなった。オンライン投票が導入されるのは今大会が初めてのことであり、全世界から投票することが可能となった。結果は、視聴者票と審査員票の合計により決定された。

#### 視聴者によるオンライン投票
視聴者票による各国の得点は得票率によって決定される。例えばある国が全投票数の20%の票を得た場合、全視聴者点の20%が配分される。オンライン投票の期間は放送前と放送中の2回に分けられており、自国を含めた3～5ヶ国に投票することが可能である。
- 放送前

2017年11月24日～26日15:59（CET）の間、全出場曲のリハーサル映像（ダイジェスト版）を視聴した上で投票可能となった。
- 放送中

全てのパフォーマンスが終了した後、15分間の投票時間が設けられた。投票画面へのアクセスが集中したため、一部の視聴者は時間内に投票することができなかった。
大会終了後に公式サイトのツイッターで、100を超える国々から33万近くの票が投じられたことが報告された。。

#### 審査員による投票
各国の審査員は、音楽業界の専門家および子供により構成される。得点についての公式な説明はなかったが、公式サイトで公開された動画のとおり、従来のように上位から12点、10点、8点から1点という得点配分となった。

## 出場国
2017年8月9日に、16ヶ国の出場が発表された。ポルトガルは2007年以来の再出場であり、一方でブルガリアとイスラエルが参加を辞退した。
| 登場順 | 国             | アーティスト                 | 楽曲                                        | 言語               | 順位 | 得点 | 得点     | 得点     |
| 登場順 | 国             | アーティスト                 | 楽曲                                        | 言語               | 順位 | 合計 | 審査員票 | 視聴者票 |
| ------ | -------------- | ---------------------------- | ------------------------------------------- | ------------------ | ---- | ---- | -------- | -------- |
| 01     | キプロス       | Nicole Nicolaou              | "I Wanna Be a Star"                         | ギリシャ語、英語   | 16   | 45   | 5        | 40       |
| 02     | ポーランド     | Alicja Rega                  | "Mój Dom"                                   | ポーランド語       | 8    | 138  | 77       | 61       |
| 03     | オランダ       | Fource                       | "Love Me"                                   | オランダ語、英語   | 4    | 156  | 44       | 112      |
| 04     | アルメニア     | Misha                        | "Boomerang"                                 | アルメニア語、英語 | 6    | 148  | 92       | 56       |
| 05     | ベラルーシ     | Helena Meraai                | "I Am the One"                              | ロシア語           | 5    | 149  | 80       | 69       |
| 06     | ポルトガル     | Mariana Venâncio             | "Youtuber"                                  | ポルトガル語       | 14   | 54   | 9        | 45       |
| 07     | アイルランド   | Muireann McDonnell           | "Súile Glasa"                               | アイルランド語     | 15   | 54   | 12       | 42       |
| 08     | 北マケドニア   | Mina Blažev                  | "Dancing Through Life"                      | マケドニア語、英語 | 12   | 69   | 28       | 41       |
| 09     | ジョージア     | Grigol Kipshidze             | "Voice of the Heart"                        | グルジア語         | 2    | 185  | 143      | 42       |
| 10     | アルバニア     | Ana Kodra                    | "Don’t Touch My Tree (Mos Ma Prekni Pemën)" | アルバニア語       | 13   | 67   | 32       | 35       |
| 11     | ウクライナ     | Anastasiya Baginska          | "Don't Stop"                                | ウクライナ語、英語 | 7    | 147  | 80       | 67       |
| 12     | マルタ         | Gianluca Cilia               | "Dawra Tond"                                | 英語、マルタ語     | 9    | 107  | 26       | 81       |
| 13     | ロシア         | Polina Bogusevich            | "Wings"                                     | ロシア語、英語     | 1    | 188  | 122      | 66       |
| 14     | セルビア       | Irina Brodić & Jana Paunović | "Ceo svet je naš"                           | セルビア語         | 10   | 92   | 48       | 44       |
| 15     | オーストラリア | Isabella Clarke              | "Speak Up!"                                 | 英語               | 3    | 172  | 93       | 79       |
| 16     | イタリア       | Maria Iside Fiore            | "Scelgo (My Choice)"                        | イタリア語、英語   | 11   | 86   | 37       | 49       |

## その他の国
欧州放送連合（EBU）の正会員であることがジュニア・ユーロビジョン・ソング・コンテストの参加資格である。現時点では、EBUがユーロビジョン・ソング・コンテストと同様に全正会員（56ヶ国）に招待状を送付したかどうかは不明である。

### 欧州放送連合の正式加盟国
- オーストリア – オーストリア放送協会（ORF）は、2017年およびその後数年のジュニア・ユーロビジョン・ソング・コンテストに出場する意志がないことを2017年5月31日に発表した[17]。
- ブルガリア – ブルガリア国営テレビ（BNT）は、2017年の大会に参加することを2017年5月23日に発表した[18]。しかしながら、同局の代表者選挙のため参加申込を取り消したことが、2017年6月7日に発表された。代表者が新たに選出された後、同局は2017年大会に参加するかどうかを判断することになったが[19]、2017年9月22日には参加しないことを発表した[20]。
- クロアチア –クロアチア国営放送（HRT）は、今大会に参加する可能性があることを発表した。しかしながら、最終的な参加国にクロアチアは含まれていなかった[21] 。
- ハンガリー – Médiaszolgáltatás-támogató és Vagyonkezelő Alap（MTVA）は2017年7月13日に、今大会に出場する可能性を除外しないものの、後日判断する意向を示した。2017年7月17日、同局は7月末までに出場について判断することを発表した[22]。2017年7月25日、今大会に参加しないことを発表した[23]。
- イスラエル – イスラエル放送局（IBA）が2017年5月9日に閉局したが[24]、新たな放送局のIsraeli Public Broadcasting Corporation（IPBC）は欧州放送連合に正式に加盟していないため、欧州放送連合が主催するコンテストへの参加資格がない[25]。IPBCは欧州放送連合へ加盟する予定ではあるが、報道部門が不足しており、加盟に必要な資格を満たしていない[26]。しかしながら、IPBCと欧州放送連合との間で、欧州放送連合が主催するコンテストへのIPBCの参加資格を認める取り決めがなされたことが、2017年7月6日に発表された[27]。イスラエルは、欧州放送連合が発表した最終的な参加国には含まれていない。
- イギリス – ITVがThe Voice Kids UKを放送することになり、今大会への復帰の噂があったが、2017年5月25日に参加しないことが発表された[28]。参加資格がある他の放送局は出場についての見解を示していない[29] 。

以下の放送局は、理由は公開していないが不参加を表明した。
- ベルギー – VRT[30]
- デンマーク – DR and TV 2[31]
- エストニア – ERR[32]
- フィンランド – Yle[33]
- アイスランド – RÚV[34]
- ラトビア – LTV[35]
- リトアニア – LRT[36]
- モルドバ – TRM[37]
- スロベニア – RTV SLO[38]
- スペイン – TVE[39]
- スウェーデン – SVT[40]
- スイス – RSI[41]